# 5 000 (nombre)
Pour le jeu de dés, voir 5000.
Pour un article plus général, voir nombres 5000 à 5999.

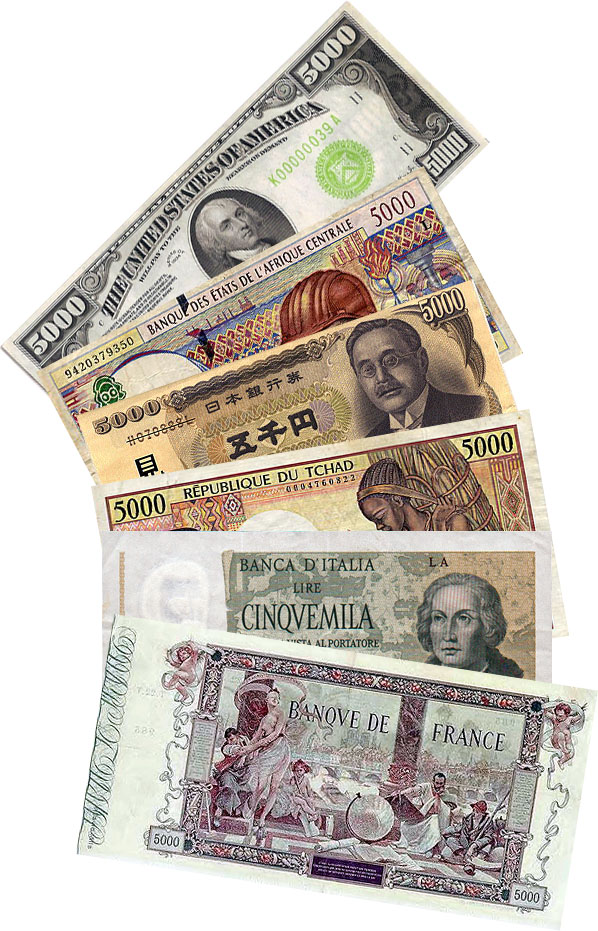
Exemple de quelques billets de 5000. De haut en bas : dollars américains, francs CFA d'Afrique centrale, yen, francs CFA du Tchad, lires italiennes, anciens francs français.

5 000 (cinq-mille) est l'entier naturel qui suit 4 999 (quatre mille neuf cent quatre-vingt-dix-neuf) et qui précède 5 001 (cinq mille un).

## Notation dans les autres numérations
En numération romaine, 5 000 se note comme le 5, mais comporte une barre au-dessus : V.
En numération grecque, le Γ (= πέντε, cinq) est multiplié par le Χ placé à l'intérieur (= χίλιοι, mille) : .

## Usages courants ou symboliques
- En athlétisme, le 5 000 mètres homme est une discipline olympique de course à pied.
- C'est une valeur courante dans un grand nombre de monnaies. En effet, le nombre 5 000 fait partie de la suite des valeurs couramment utilisées pour les billets de banque, c'est-à-dire 1, 2 et 5 multipliés par les puissances de 10. Pour certaines monnaies, le billet de 5 000 est la valeur la plus élevée.
- Selon l'Évangile de Marc, chapitre 6, verset 44, Jésus nourrit 5 000 hommes lors du miracle de la multiplication des pains. L'évangéliste précise que ces gens étaient assis « par rangées de cent et de cinquante ». (Un album punk a pour titre The Feeding of the 5000).
- 5000 est le code postal de Beez (Belgique), Gap (05000, France), Aarau (Suisse).
- L'astéroïde 5000 a pour nom IAU
- Powerman 5000, 5000 Volts : groupes de musique
- 5 000 kilomètres : titre d'un album de Michel Delpech qui adapte des succès anglais et américains.